# Kobe Tai
Carla Carter (Taipei, 15 de gener de 1972), més coneguda pel seu nom artístic Kobe Tai, és una actriu pornogràfica estatunidenca d'ascendència taiwanesa i japonesa.

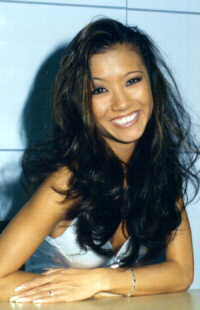

## Biografia
Tai va néixer a Taipei, Taiwan i va ser posteriorment adoptada per una família estatunidenca d'Arkansas quan tenia cinc mesos d'edat. Com a resultat, té doble nacionalitat. Va assistir a la Universitat d'Arkansas.
Tai es va casar amb l'actor porno Steven Scott, qui actua sota el nom de Mark Davis, en 1997. La parella es va divorciar en 1999, però ella continua usant el nom de Carla Scott.
En 2000, va deixar la indústria anunciant que estava esperant el seu primer bebè. Va tenir a un nen, nascut entre finals del 2000 i començaments del 2001. Va tornar a la pornografia al desembre de 2001; la seva última pel·lícula va ser Jenna Loves Kobe amb Jenna Jameson. Des de llavors, Tai ha desaparegut de la indústria i s'especula que la deixarà per sempre.
Juntament amb Asia Carrera, Miko Lee i la mexicana Juanita Chong (d'ascendència xinesa) ella és considerada com una de les millors actrius porno asiàtiques de tots els temps.
Es defineix a si mateixa com bisexual.

## Carrera en les pel·lícules per a adults
Va entrar en la indústria del cinema porno en 1996, sota els noms de Blake Young i Brooke Young abans d'adoptar el nom de Kobe Tai. Té contracte amb Vivid Entertainment com a actriu exclusiva, i va ser la primera asiàtica amb contracte directe amb Vivid. Alguns dels seus treballs primerencs són Executions on Butt Row (amb Sean Michaels), i Vivid Raw #2 amb Alex Sanders, la seva primera producció amb Vivid. És particularment popular per les seves escenes interracials i lèsbiques.
Durant els seus anys com a actriu porno, Kobe Tai era coneguda per l'enorme entusiasme i energia que li posava a la seva actuació, la qual cosa es pot veure molt bé en alguns dels seus treballs més primerencs.

## Superproduccions
A més dels seus rols en pel·lícules per a adults, Tai va aparèixer en la superproducció Very Bad Things interpretant a una stripper que mor accidentalment en una festa de sis amics emmarcada en el consum de drogues i alcohol.
Tai també va aparèixer en el vídeo de monopatinaje The End. El vídeo va ser produït per la companyia de monopatinaje de Tony Hawk, Birdhouse, i també van aparèixer altres actrius porno en el segment en el qual va aparèixer Tai.
A més, va fer aparició a The Man Show i The Helmetcam Show. Tai va fer també la veu secundària per a la cançó de Marilyn Manson, "I Don't Like the Drugs, But the Drugs Like Me", de l'àlbum Mechanical Animals.

## Filmografia
- Adam And Eve's House Party 2 (1996)
- Ariana's Dirty Dancers 8 (1996)
- Asian Pussyman Auditions 1 (1996)
- Executions on Butt Row (1996)
- Lethal Affairs (1996)
- Raw 2 (1996)
- Show And Tell (1996)
- Sleepover (1996)
- Stardust 3 (1996)
- Stardust 8 (1996)
- World Sex Tour 6 (1996)
- Ancient Asian Sex Secrets (1997)
- Bad Girls 8: Prisoners of Love (1997)
- Big Island Blues (1997)
- Blow Dry (1997)
- Loads of Peter North (1997)
- Lotus (1997)
- Mission Erotica (1997)
- Philmore Butts Taking Care Of Business (1997)
- Show 2 (1997)
- Stardust 11 (1997)
- Stardust 4 (1997)
- Stardust 5 (1997)
- Trapped (1997)
- Trashy (II) (1997)
- Triple X 25 (1997)
- Zone (1997)
- Chasin Pink 3 (1998)
- Couples 1 (1998)
- Hawaiian Blast (1998)
- Joey Silvera's Favorite Big Ass Asian All-stars (1998)
- Kobe's Tie (1998)
- Lie (1998)
- Motel Blue (1998)
- Private Triple X Files 8: Dungeon (1998)
- Scenes from a Bar (1998)
- Show 3 (1998)
- Sitting Pretty (1998)
- Stardust 12 (1998)
- Where the Boys Aren't 10 (1998)
- Where the Boys Aren't 11 (1998)
- Art Lover (1999)
- Awakening (1999)
- Babylon (1999)
- Bet (1999)
- Complete Kobe (1999)
- Filters (1999)
- Glass Cage (1999)
- Jade Princess (1999)
- Best of the Vivid Girls 30 (2000)
- Cheat (2000)
- Dupe (2000)
- Haunted (2000)
- King of the Load (2000)
- Motel Sex (2000)
- She Town (2000)
- Where the Boys Aren't 12 (2000)
- Where the Boys Aren't 13 (2000)
- Workin' Overtime (2000)
- Baby Blues (2001)
- Blow Hard (2001)
- Deep Inside Heather Hunter (2001)
- Deep Inside Lexus (2001)
- Lexus: Up Close and Personal (2001)
- Sky: Extreme Close Up (2001)
- Sleeping Booty (2001)
- 4 A Good Time Call (2002)
- Girls Only: Janine (2002)
- Girls Only: Julia Ann (2002)
- Girls Only: Strapped On (2002)
- Stranger (2002)
- Ultimate Janine (2002)
- Young Julia Ann (2002)
- Eye Spy: Janine (2003)
- Jenna Loves Kobe (2003)
- Kobe Loves Jenna (2003)
- Load Warrior (2003)
- Nasty As I Wanna Be: Janine (2003)
- Perfect (2003)
- Saturday Night Beaver (2003)
- Under Contract: Janine (2003)
- 5 Star Chasey (2004)
- Hard to Swallow (2004)
- Haulin' Ass (2004)
- Love Hurts (2004)
- Real Janine (2004)
- Vivid Girl: Janine (2004)
- Editor's Choice: Janine (2005)
- House of Anal (2005)
- Janine's Pussy Bing (2005)
- Miami Pink (2005)
- Satisfaction Guaranteed: Taylor Hayes (2005)
- Spending The Night With Janine (2005)
- White on Rice (2005)
- China Vagina (2006)
- Incredible Expanding Vagina (2006)
- Wax On Whacks Off (2006)
- What Happens In Janine Stays In Janine (2006)
- 110 All Star Cumshots 4 (2007)
- Frankencock (2007)
- Heart Breaker (2008)
- Star 69: Strap Ons (2008)

## Premis i nominacions
| Any  | Cerimònia       | Resultat  | Premi                                                                                         | Obra          |
| ---- | --------------- | --------- | --------------------------------------------------------------------------------------------- | ------------- |
| 1997 | Hot d'Or        | Guanyador | Millor estrella americana                                                                     | N/D           |
| 2000 | 17ns Premis AVN | Nominat   | Millor actriu secundària                                                                      | The Awakening |
| 2000 | 17ns Premis AVN | Nominat   | Millor escena de sexe en grup, pel·lícula (with Cheyne Collins, Evan Stone & Andrew Youngman) | The Awakening |
| 2000 | Premis XRCO     | Nominat   | Actriu (actuació individual)                                                                  | The Awakening |